# Гистотрофия
Гистотрофия — это форма матротрофии (экстраэмбриональное питание), при которой развивающийся эмбрион получает дополнительное питание от своей матери в форме маточных выделений, называемых гистотроф (или «внутриматочное молоко»). Характерен для некоторых живородящих акул и скатов. Это один из основных способов воспроизведения у подкласса пластиножаберных наряду с яйцеживорождением, при котором эмбрион питается исключительно за счёт желтка, и оофагией (эмбрион питается недоразвитыми яйцами).
Существует два вида гистотрофии:
- Слизевая или ограниченная гистотрофия — развивающийся эмбрион заглатывает маточную слизь или гистотроф, однако основным источником энергии служит желточный мешок. Такая форма гистотрофии встречается у катранообразных (Squaliformes) и электрических скатов (Torpediniformes).

- Жировая гистотрофия — эмбрион развивается за счёт обогащённого белками и липидами гистотрофа, который получает через специализированные нитеобразные структуры, называемые трофонемы, проникающие через брызгальце зародыша в его пищеварительный тракт. Такое питание, обеспечиваемое обогащённым гистотрофом, позволяет увеличить массу зародыша на несколько порядков ко времени его рождения, намного больше, чем при слизевой гистотрофии. Такая форма гистотрофии встречается у хвостоколообразных (Myliobatiformes).